# Škrip
Škrip is een plaats in de gemeente Supetar in de Kroatische provincie Split-Dalmatië. De plaats telt 186 inwoners (2001).